# Petrobia lupini
Petrobia lupini är en spindeldjursart som beskrevs av McGregor 1950. Petrobia lupini ingår i släktet Petrobia och familjen Tetranychidae. Inga underarter finns listade i Catalogue of Life.